# Ihsane Chioua Lekhli
Ihsane Chioua Lekhli (Temse, 4 augustus 1985) is een Vlaamse woordvoerster, journaliste en moderator. Ze is voornamelijk bekend als voormalig journaliste bij de VRT en als voormalig copresentatrice van politiek debatprogramma De zevende dag.

## Biografie
Ihsane Chioua Lekhli (uitspraak: ie·san sjie·waa lek·lie) is afkomstig uit een gezin van Marokkaanse immigranten. Ze studeerde Germaanse talen (Nederlands-Engels) aan de Katholieke Universiteit Leuven en volgde een lerarenopleiding aan dezelfde universiteit. Met haar scriptie “Meertaligheid en intertalige interferenties bij migrantenjongeren” won ze in 2007 de Klasseprijs, de prijs voor de beste onderwijsscriptie. 
Na haar studie stelde ze zich kandidaat voor diversiteitsstages bij de VRT, waarmee de openbare omroep mensen met een migratieachtergrond wilde aantrekken. Ze werd geselecteerd en ging in 2008 aan de slag als redacteur voor Vlaanderen Vakantieland. Van september 2009 tot maart 2013 werkte ze op de redactie van het programma Volt. In april 2013 ging ze achter de schermen werken bij De zevende dag. Op 1 september 2013 startte ze met de presentatie van het programma, samen met Ivan De Vadder. Daarmee verving ze Indra Dewitte, die de VRT verliet om adjunct-hoofdredacteur bij de krant Het Belang van Limburg te worden. Chioua Lekhli sprong ook af en toe bij voor Het Journaal. Vanaf medio 2017 ging ze aan de slag bij Het Journaal en verliet ze De zevende dag.
Sinds academiejaar 2017-2018 is Chioua Lekhli tevens actief als lector aan de Erasmushogeschool Brussel in de opleiding journalistiek.
Sinds 2020 is ze woordvoerster van Brussels Airport.

## Televisie
- De zevende dag (september 2013 - juni 2017)
- Het Journaal (tot en met 2019)